# Can Canals (Girona)
Can Canals és una obra de Girona inclosa a l'Inventari del Patrimoni Arquitectònic de Catalunya.

## Descripció
És un edifici de planta rectangular, de planta baixa i dos pisos, coberta a dues aigües i carener perpendicular a la façana principal. Actua com a final d'un conjunt d'edificacions i fa mitgera per la part posterior a la façana principal. Obertures diverses i sense cap composició. De la façana principal cal destacar la porta amb llinda de pedra i el balcó del primer pis, de modillons i amb un sopluig de teuladet a dues aigües. El terra del balcó és de fusta. Al costat esquerre de la façana hi ha un petit contrafort.